# Каунасская улица (Кривой Рог)

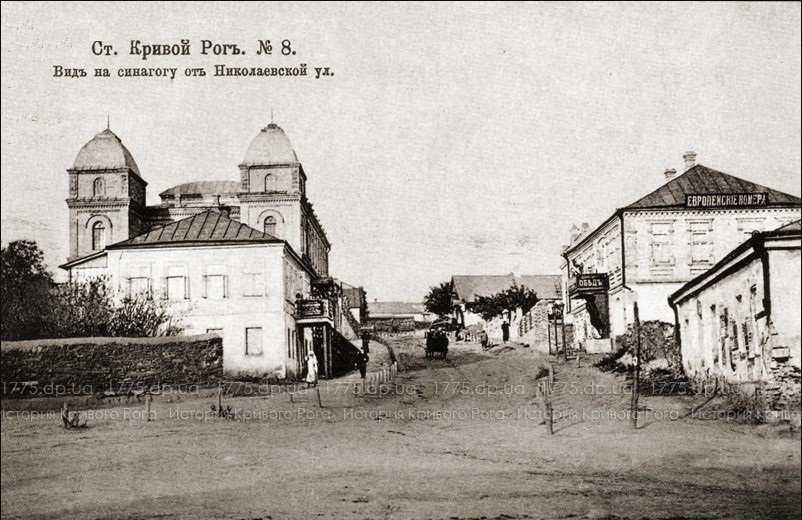
Вид на Синагогальную улицу от Николаевской улицы

Каунасская улица (укр. Каунаська вулиця) — улица в центральной части исторического центра Кривого Рога. Находится в Центрально-Городском районе.

## История
Одна из старейших улиц Кривого Рога — заложена в середине XIX века. Историческое название — Синагогальная улица, получила от находившихся здесь Хоральной синагоги и молитвенного дома «Хевро-Мишнаис» (Малая синагога) на противоположной стороне улицы. Со времени постройки Хоральной синагоги в 1899 году Синагогальную улицу начали называть «Шигл-гас». Считалась центром еврейской жизни города. В 1936 году, после закрытия синагоги, помещение было передано в пользование Криворожскому аэроклубу, а улица была переименована в Спортивную. После войны была переименована в честь литовского города Каунас. Наибольшее развитие получила в 1950—1960-х годах.

## Характеристика
Двухсторонняя однополосная асфальтированная улица, ранее мостовая. Общая длина улицы составляет 333 метра, ширина — 6,6 метров. Имеет 10 домов. Начинается от Свято-Николаевской улицы и простирается до улицы Александра Поля. На улице находится Криворожский историко-краеведческий музей. На улице сохранились дома постройки конца ХІХ — начала XX века.